# Freno de estacionamiento electrónico

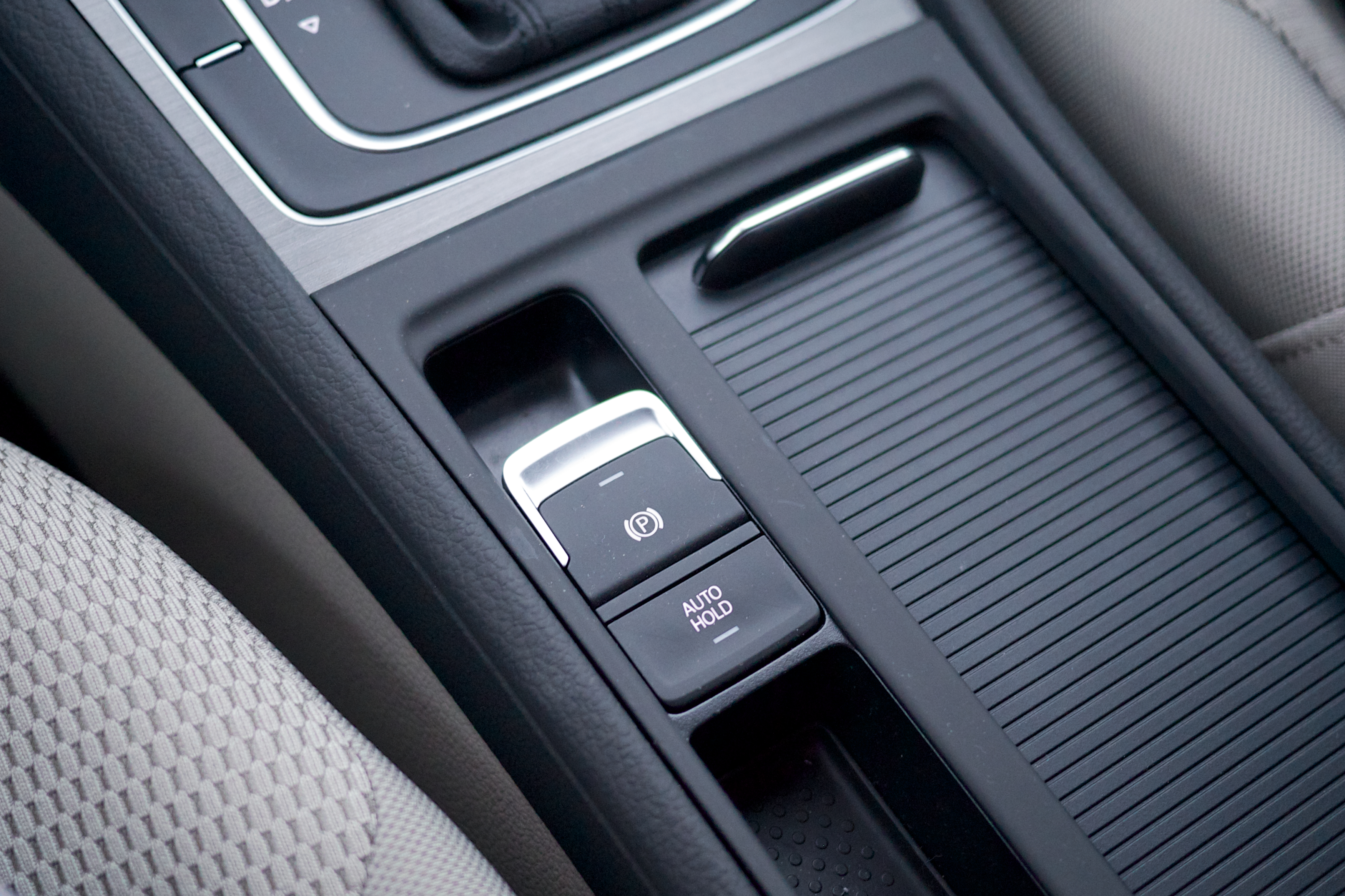
Freno de estacionamiento eléctrico en la consola central de un Volkswagen Golf Variant.

Un freno de estacionamiento electrónico, también conocido como freno de mano electrónico o eléctrico, es un freno de estacionamiento controlado electrónicamente, mediante el cual el conductor activa el mecanismo de retención con un botón y las pastillas de freno se aplican eléctricamente a las ruedas traseras. Esto se gestiona mediante una centralita electrónica (ECU) y un mecanismo actuador. Hay dos mecanismos que se encuentran actualmente en producción, los sistemas extractores de cables y los sistemas integrados Caliper. Los sistemas EPB pueden considerarse un subconjunto de la tecnología de freno por cable.
La primera vez que se instaló un sistema de freno de estacionamiento de este tipo fue en el Lancia Thesis de 2001, los frenos de estacionamiento electrónicos han aparecido desde entonces en varios vehículos.

## Funcionalidad
Además de realizar la función básica de retención del vehículo requerida por los frenos de estacionamiento, los sistemas de freno electrónico brindan otras funciones como la liberación automática de los frenos de estacionamiento cuando el conductor presiona el acelerador o desliza el embrague, y volver a apretar usando fuerza adicional al detectar el movimiento del vehículo. Además, la función de ayuda en cuesta, que aplica frenos para evitar el retroceso al arrancar en una pendiente.

## Historia
A pesar de que los sistemas de freno de estacionamiento eléctricos son una característica relativamente nueva en la preponderancia de los vehículos de producción modernos, muchos vehículos conceptuales más antiguos también han implementado esta característica. Durante la década de 1980, muchas empresas de la industria, como Mazda, BMW y Volkswagen, comenzaron a experimentar verdaderamente con la idea de un freno de estacionamiento totalmente eléctrico accionado por el conductor. Volkswagen, en particular, pudo hacer realidad esto por primera vez con el vehículo conceptual Volkswagen Futura, que se presentó en el Salón del Automóvil de Fráncfort en octubre de 1989.

## Implementación
La implementación de la lógica de control de los    actuadores se lleva a cabo utilizando una ECU independiente o integrándola en la ECU para el control electrónico de estabilidad.

## Estándares
El diseño de los frenos de estacionamiento eléctricos en los Estados Unidos debe cumplir con:
- FMVSS 105[8]
- FMVSS 135[9]
- CEE 13H[10]